# فهرست فرودگاه‌های لوئر مین‌لند
این فهرست حاوی فرودگاه‌های لوئر مین‌لند در ایالت بریتیش کلمبیا کشور کانادا است.

## فرودگاه‌های داخلی

### خطوط هوایی تجاری
| نام فرودگاه               | ایکائو/TC موقعیت‌یاب/یاتا | مکان       | مختصات                                                          |
| ------------------------- | ------------------------ | ---------- | --------------------------------------------------------------- |
| فرودگاه بین‌المللی ابتسفرد | CYXX                     | Abbotsford | ۴۹°۰۱′۳۱″ شمالی ۱۲۲°۲۱′۳۶″ غربی / ۴۹٫۰۲۵۲۸°شمالی ۱۲۲٫۳۶۰۰۰°غربی |
| فرودگاه باوندری بی        | CZBB                     | Delta      | ۴۹°۰۴′۲۶″ شمالی ۱۲۳°۰۰′۲۷″ غربی / ۴۹٫۰۷۳۸۹°شمالی ۱۲۳٫۰۰۷۵۰°غربی |
| فرودگاه لنگلی ریجنل       | CYNJ                     | Langley    | ۴۹°۰۶′۰۴″ شمالی ۱۲۲°۳۷′۵۰″ غربی / ۴۹٫۱۰۱۱۱°شمالی ۱۲۲٫۶۳۰۵۶°غربی |
| فرودگاه بین‌المللی ونکوور  | CYVR                     | Richmond   | ۴۹°۱۱′۴۱″ شمالی ۱۲۳°۱۱′۰۲″ غربی / ۴۹٫۱۹۴۷۲°شمالی ۱۲۳٫۱۸۳۸۹°غربی |

### دیگر فرودگاه‌ها
| نام فرودگاه                 | ایکائو/TC موقعیت‌یاب/یاتا | مکان       | مختصات                                                          |
| --------------------------- | ------------------------ | ---------- | --------------------------------------------------------------- |
| فرودگاه چیلوک               | CYCW                     | Chilliwack | ۴۹°۰۹′۱۰″ شمالی ۱۲۱°۵۶′۲۰″ غربی / ۴۹٫۱۵۲۷۸°شمالی ۱۲۱٫۹۳۸۸۹°غربی |
| محله هوایی دلتا/دلتا هریتیج | CAK3                     | Delta      | ۴۹°۰۴′۲۵″ شمالی ۱۲۲°۵۶′۲۸″ غربی / ۴۹٫۰۷۳۶۱°شمالی ۱۲۲٫۹۴۱۱۱°غربی |
| فرودگاه هپ                  | CYHE                     | Hope       | ۴۹°۲۲′۰۶″ شمالی ۱۲۱°۲۹′۵۳″ غربی / ۴۹٫۳۶۸۳۳°شمالی ۱۲۱٫۴۹۸۰۶°غربی |
| فرودگاه پیت میدوز           | CYPK                     | پیت مدوز   | ۴۹°۱۲′۵۸″ شمالی ۱۲۲°۴۲′۳۶″ غربی / ۴۹٫۲۱۶۱۱°شمالی ۱۲۲٫۷۱۰۰۰°غربی |
| فرودگاه سوری/کینگ جورج      | CSK8                     | Surrey     | ۴۹°۰۵′۴۲″ شمالی ۱۲۲°۴۹′۱۰″ غربی / ۴۹٫۰۹۵۰۰°شمالی ۱۲۲٫۸۱۹۴۴°غربی |
| فرودگاه تیپلا               | CBB7                     | Tipella    | ۴۹°۴۴′۳۵″ شمالی ۱۲۲°۰۹′۴۷″ غربی / ۴۹٫۷۴۳۰۶°شمالی ۱۲۲٫۱۶۳۰۶°غربی |

## فرودگاه آبی

### خطوط هوایی تجاری
| نام فرودگاه                | ایکائو/TC موقعیت‌یاب/یاتا | مکان            | مختصات                                                          |
| -------------------------- | ------------------------ | --------------- | --------------------------------------------------------------- |
| فرودگاه آبی بندرگاه ونکوور | CYHC                     | Downtown ونکوور | ۴۹°۱۷′۴۰″ شمالی ۱۲۳°۰۶′۴۱″ غربی / ۴۹٫۲۹۴۴۴°شمالی ۱۲۳٫۱۱۱۳۹°غربی |
| فرودگاه ونکوور             | CAM9                     | Richmond        | ۴۹°۱۱′۰۰″ شمالی ۱۲۳°۱۰′۰۰″ غربی / ۴۹٫۱۸۳۳۳°شمالی ۱۲۳٫۱۶۶۶۷°غربی |

### دیگر فرودگاه‌های
| نام فرودگاه                   | ایکائو/TC موقعیت‌یاب/یاتا | مکان                 | مختصات                                                                    |
| ----------------------------- | ------------------------ | -------------------- | ------------------------------------------------------------------------- |
| فرودگاه آبی هرسن هات اسپرینگز | CAE7                     | Harrison Hot Springs | ۴۹°۱۸′۰۰″ شمالی ۱۲۱°۴۶′۰۰″ غربی / ۴۹٫۳۰۰۰۰°شمالی ۱۲۱٫۷۶۶۶۷°غربی           |
| فرودگاه آبی پیت میدوز         | CAJ8                     | پیت مدوز             | ۴۹°۱۲′۳۲٫۶۸″ شمالی ۱۲۲°۴۲′۳۱٫۱۰″ غربی / ۴۹٫۲۰۹۰۷۷۸°شمالی ۱۲۲٫۷۰۸۶۳۸۹°غربی |

## بالگردگاه‌ها

### دارای خطوط هوایی تجاری
| نام فرودگاه                         | ایکائو/TC موقعیت‌یاب/یاتا | مکان            | مختصات                                                          |
| ----------------------------------- | ------------------------ | --------------- | --------------------------------------------------------------- |
| Vancouver/Harbour (Public) Heliport | CBC7                     | Downtown ونکوور | ۴۹°۱۷′۱۳″ شمالی ۱۲۳°۰۶′۲۲″ غربی / ۴۹٫۲۸۶۹۴°شمالی ۱۲۳٫۱۰۶۱۱°غربی |

### دیگر بالگردگاه‌ها
| نام فرودگاه                                             | ایکائو/TC موقعیت‌یاب/یاتا      | مکان             | مختصات                                                          |
| ------------------------------------------------------- | ----------------------------- | ---------------- | --------------------------------------------------------------- |
| Abbotsford (Regional Hospital & Cancer Centre) Heliport | CAB5                          | Abbotsford       | ۴۹°۰۲′۱۰″ شمالی ۱۲۲°۱۸′۵۱″ غربی / ۴۹٫۰۳۶۱۱°شمالی ۱۲۲٫۳۱۴۱۷°غربی |
| Hope (Fraser Canyon Hospital) Heliport                  | CAV2                          | Hope             | ۴۹°۲۲′۳۴″ شمالی ۱۲۱°۲۵′۲۴″ غربی / ۴۹٫۳۷۶۱۱°شمالی ۱۲۱٫۴۲۳۳۳°غربی |
| Langley (Russell Farm) Heliport                         | CRF2                          | Langley Township | ۴۹°۰۰′۳۹″ شمالی ۱۲۲°۴۰′۱۹″ غربی / ۴۹٫۰۱۰۸۳°شمالی ۱۲۲٫۶۷۱۹۴°غربی |
| Mission (Memorial Hospital) Heliport                    | CBU6                          | Mission          | ۴۹°۰۸′۱۰″ شمالی ۱۲۲°۱۹′۵۳″ غربی / ۴۹٫۱۳۶۱۱°شمالی ۱۲۲٫۳۳۱۳۹°غربی |
| Mission (Public Safety) Heliport                        | CBF4                          | Mission          | ۴۹°۰۸′۰۰″ شمالی ۱۲۲°۲۱′۰۰″ غربی / ۴۹٫۱۳۳۳۳°شمالی ۱۲۲٫۳۵۰۰۰°غربی |
| New Westminster (Royal Columbian Hospital) Heliport     | CNW9                          | نیو وست مینستر   | ۴۹°۱۳′۳۵″ شمالی ۱۲۲°۵۳′۲۵″ غربی / ۴۹٫۲۲۶۳۹°شمالی ۱۲۲٫۸۹۰۲۸°غربی |
| ونکوور                                                  | Vancouver/Burnaby (Global BC) | CGL6             | ۴۹°۱۵′۱۷″ شمالی ۱۲۲°۵۶′۰۷″ غربی / ۴۹٫۲۵۴۷۲°شمالی ۱۲۲٫۹۳۵۲۸°غربی |
| Vancouver (Children & Women's Health Centre) Heliport   | CAK7                          | ونکوور           | ۴۹°۱۴′۳۸″ شمالی ۱۲۳°۰۷′۳۹″ غربی / ۴۹٫۲۴۳۸۹°شمالی ۱۲۳٫۱۲۷۵۰°غربی |
| Vancouver (General Hospital) Heliport                   | CBK4                          | ونکوور           | ۴۹°۱۵′۴۲″ شمالی ۱۲۳°۰۷′۲۰″ غربی / ۴۹٫۲۶۱۶۷°شمالی ۱۲۳٫۱۲۲۲۲°غربی |
| ونکوور فیلم استدیوز                                     | CFS9                          | ونکوور           | ۴۹°۱۵′۳۷″ شمالی ۱۲۳°۰۱′۴۳″ غربی / ۴۹٫۲۶۰۲۸°شمالی ۱۲۳٫۰۲۸۶۱°غربی |
| Vancouver/Delta (North) Heliport                        | CBD2                          | Delta            | ۴۹°۰۷′۱۲″ شمالی ۱۲۳°۰۲′۴۵″ غربی / ۴۹٫۱۲۰۰۰°شمالی ۱۲۳٫۰۴۵۸۳°غربی |
| Vancouver/Delta (SEI) Heliport                          | CSE7                          | Delta            | ۴۹°۰۷′۴۵″ شمالی ۱۲۳°۰۱′۰۶″ غربی / ۴۹٫۱۲۹۱۷°شمالی ۱۲۳٫۰۱۸۳۳°غربی |